# Papier- en kartonafval

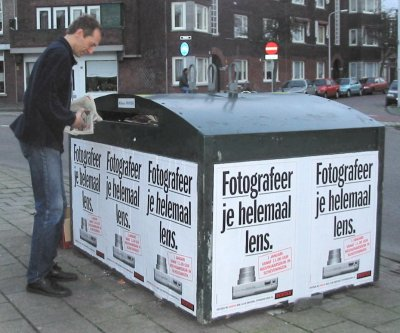
Papierbak, Mient, Den Haag

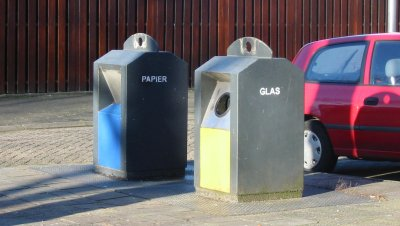
Ondergrondse papierbak en glasbak, Alphen aan den Rijn

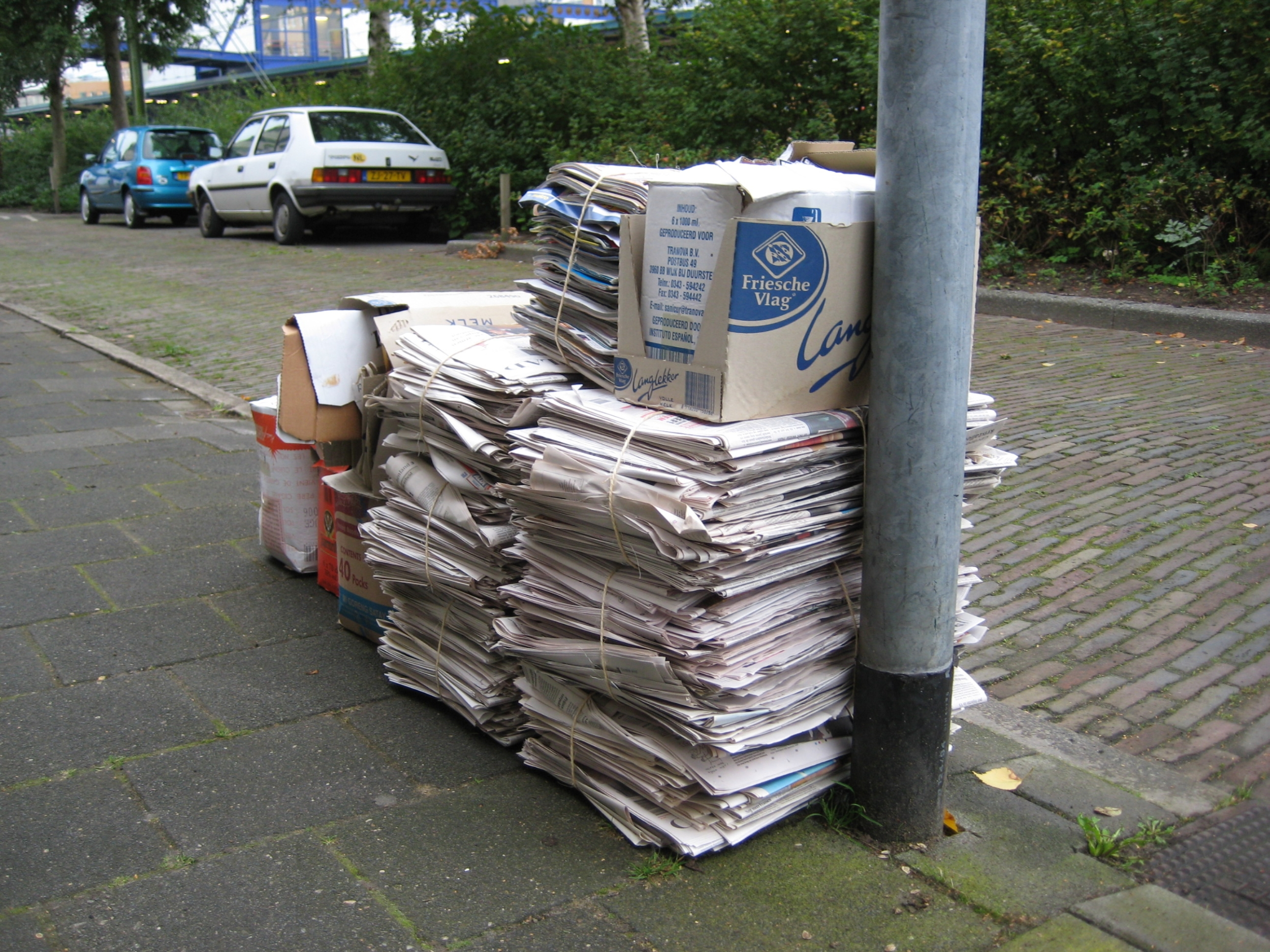
Oudpapier dat "aan de weg is gezet"

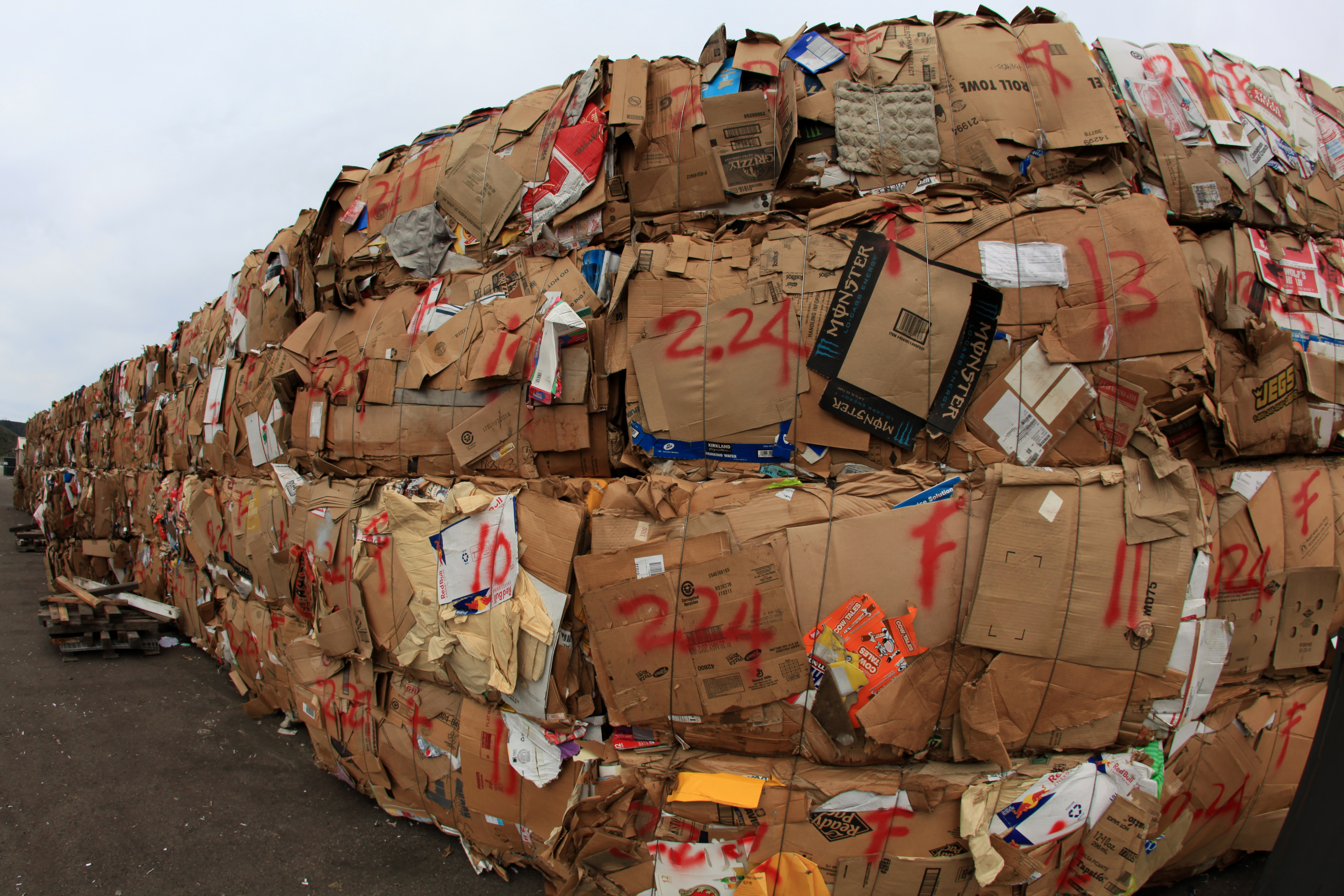
Kartonafval

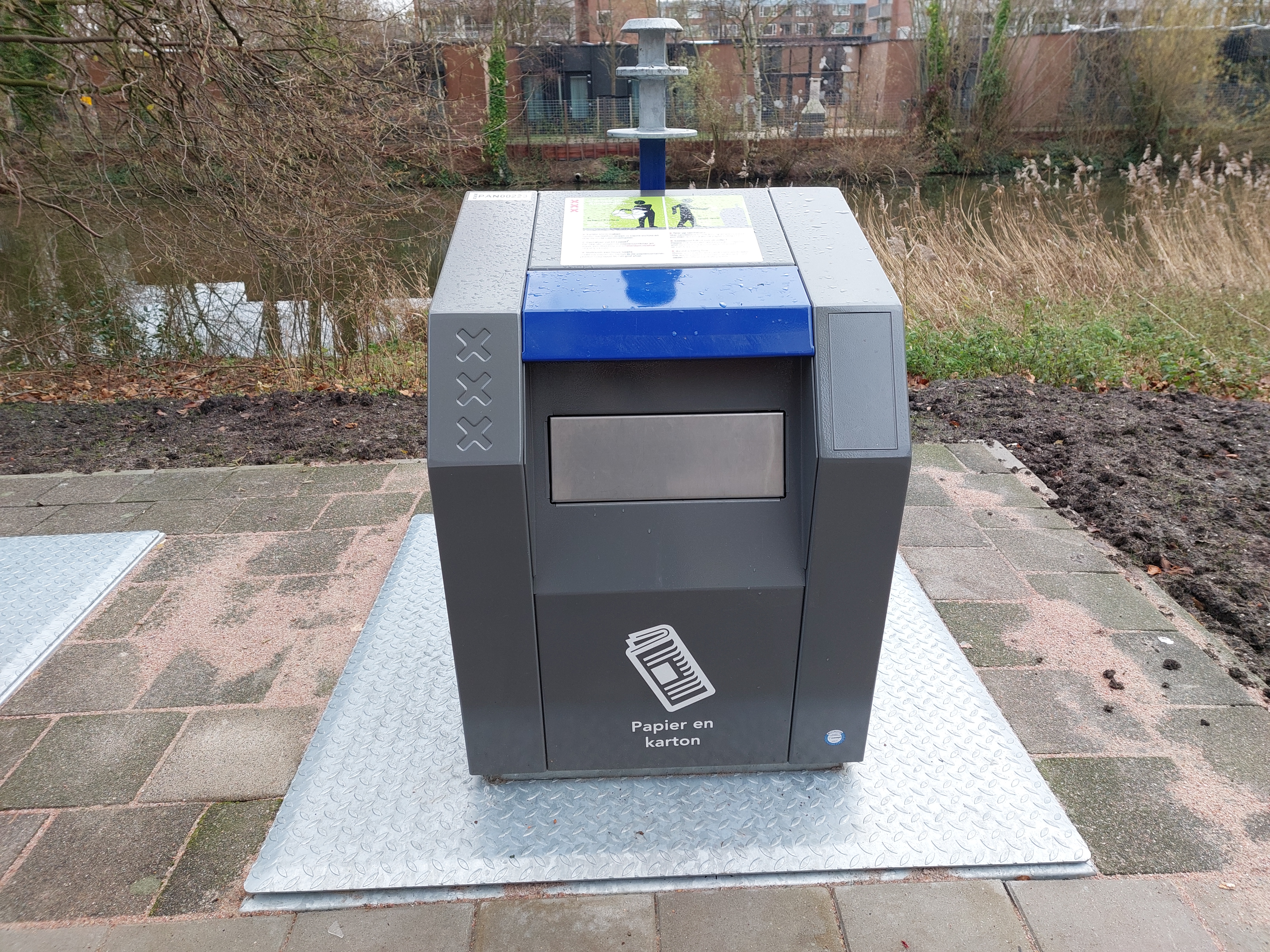
Ondergrondse papierbak in Amsterdam in 2024

Papier- en kartonafval is een vorm van afval dat bestaat uit papier en karton. Het kan bij aparte inzameling gerecycled worden.
Oude kranten, tijdschriften en reclamedrukwerk kunnen zo bij het oudpapier. Verder zijn ook kartonnen dozen, kleine kartonnen verpakkingen van bijvoorbeeld thee, macaroni en waspoeder, golfkarton, oude (telefoon)boeken, computervellen en ander kantoorpapier, wc-rolletjes, enveloppen, reclamefolders, papieren zakken, eierdozen en cadeaupapier geschikt om opnieuw te gebruiken.
Niet bij het oudpapier hoort papier of karton dat ijzer bevat zoals ordners. Dat geldt ook voor de kartonnen verpakkingen van zuivel en frisdrank. Die hebben een plastic laagje aan de binnenkant. Nat en/of vervuild papier en karton zoals onder andere keukenrolpapier, toiletpapier en behang horen niet bij het oudpapier. Dat moet in de vuilnisbak. Dat geldt ook voor foto's. Plastic verpakkingen om reclamedrukwerk en tijdschriften mogen niet bij het oudpapier, deze kunnen apart worden gerecycled.

## Inzameling

### Vlaanderen
De Vlaamse gemeenten of intercommunales zijn wettelijk verplicht om afvalinzameling, waaronder van papier en karton, te organiseren voor particulieren. Papier- en kartonafval wordt gewoonlijk opgehaald door de gemeente en kan ook naar een containerpark worden gebracht. De gemeente kan hierbij zelf beslissen welke tarieven het hanteert en of het al dan niet ook de inzameling bij bedrijven en instellingen op zich neemt.

### Nederland
Gemeenten zijn verantwoordelijk voor de inzameling van oud papier en karton van haar inwoners. Gemeenten moeten de inzameling organiseren en betalen. Hoe ze dat doen, mogen ze zelf beslissen. Ze kunnen papierbakken plaatsen of inwoners vragen hun papier en karton ergens in te leveren. De gemeenten kan er ook voor kiezen de inzameling over te laten aan een sportclub of vereniging. Gemeenten zijn niet verantwoordelijk voor de inzameling van papier en karton van bedrijven, kantoren en instellingen. Die moeten zelf hun voorzieningen treffen.
Scholen, sportverenigingen en bijvoorbeeld charitatieve instellingen hebben altijd een belangrijke rol gespeeld bij de gescheiden inzameling van papier en karton. Vaak verdienden ze daarmee een centje bij. Maar als de papierprijs laag was, legden de inzamelaars er geld op toe. Daardoor bleef de inzameling van oud papier erg vrijblijvend en alleen beperkt tot de perioden waarin er een redelijke of goede prijs voor oud papier en karton werd betaald.

## Verwerking

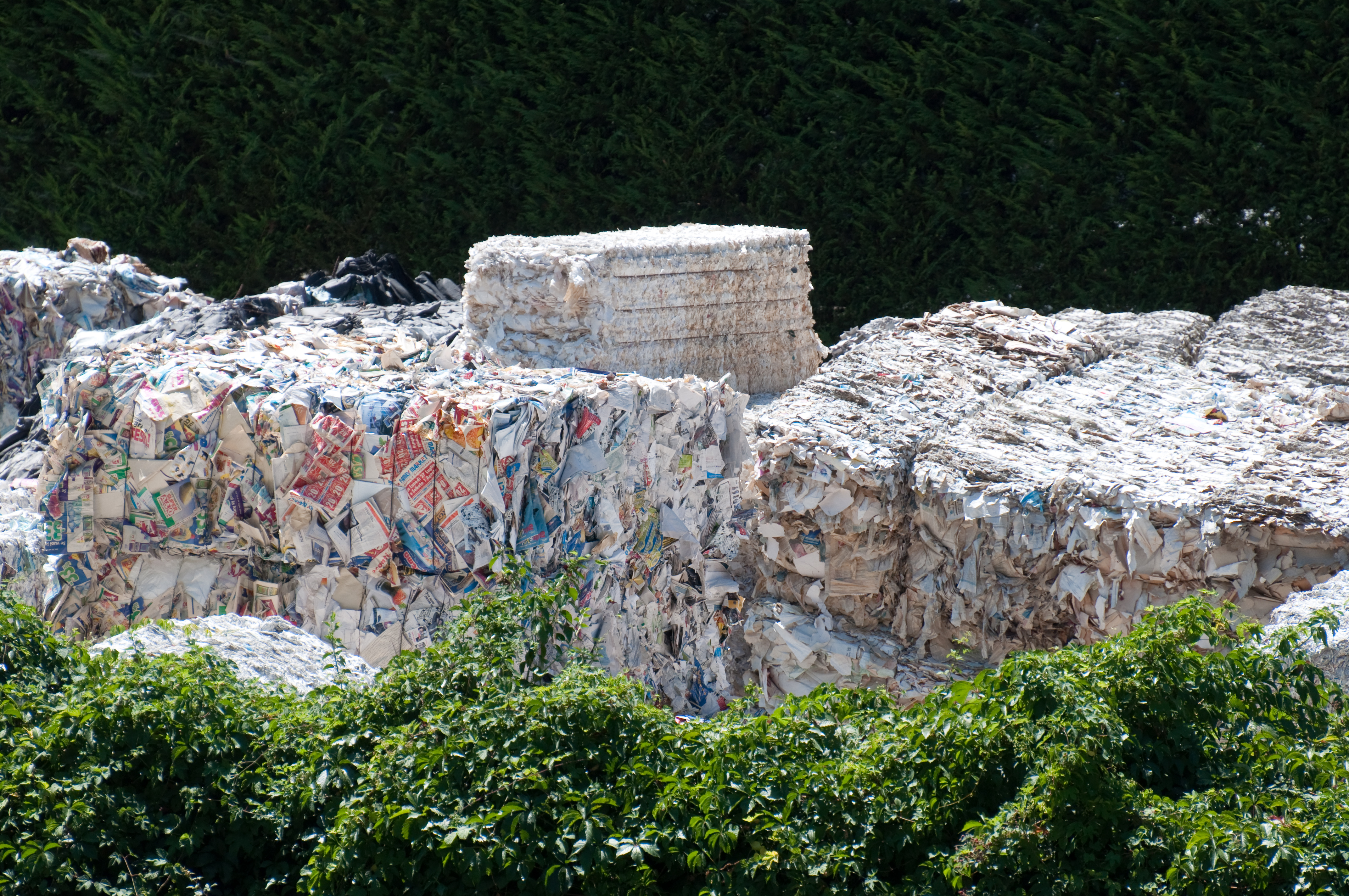
Oudpapierbalen, Italië

Het oud-papierbedrijf sorteert het papier en karton, waarna het in vele gevallen in balen wordt geperst. Enkele fabrieken nemen papierafval ook los aan. Hier wordt het tot vezels vermalen in immense zogenoemde pulpers.
Door toevoeging van water ontstaat er een papierbrij (pulp). Een sorteermachine haalt alle dingen eruit die er niet in horen (bijvoorbeeld nietjes en plastic). Hierna gaat de brij naar een ontinkter, waar door middel van een wasmiddel de inkt in bellen naar boven drijft. Hier wordt de inkt weggehaald. De pulp die overblijft vormt een grondstof voor de fabricage van nieuw papier en karton. Papiervezels kunnen ongeveer 8 keer worden hergebruikt. Omdat de vezels door recycling steeds korter en slapper worden, worden ook verse houtvezels toegevoegd.

## Nederland
Elke Nederlander gebruikt rond 2003 jaarlijks gemiddeld tweehonderd kilogram papier en karton. Dat is meer dan een halve kilogram per dag. Bijna een kwart van alle afval bestaat uit papier- en kartonafval.
In 2000 werd in Nederland ruim 4 miljoen kilogram papier en karton gebruikt: van kranten, kopieerpapier en boeken tot toiletpapier en servetten. Minder dan de helft daarvan - ongeveer anderhalf miljoen kilogram - wordt gebruikt voor verpakkingen als eierdozen, melkpakken en verhuisdozen.
In Nederland is de belangrijkste grondstof voor papier en karton niet hout, maar oud papier. Nederland is een van de landen waar het meeste hergebruik van oud papier plaatsvindt. In dat land werd in 2000 ruim 3,3 miljard kilogram papier en karton geproduceerd. Daarvoor werd 75 procent (2,5 mld. kilogram) oud papier en karton gebruikt en 25 procent (0,8 mld. kilogram) hout. In dat jaar werd 63 procent van al het gebruikte papier en karton in Nederland ingezameld en hergebruikt. Van al het papier en karton uit huishoudens werd 50 procent gescheiden ingezameld.

### Overheidsbeleid
In 1997 heeft VROM daarom het eerste papiervezelconvenant (onderdeel van het convenant verpakkingen II) ondertekend. Daarin heeft VROM afspraken gemaakt met de Vereniging van Nederlandse Gemeenten (VNG) en de Stichting Papier Recycling Nederland (PRN), een organisatie waarin de (oud)papierindustrie, verpakkingsindustrie en brancheorganisaties van drukkers en uitgevers zijn vertegenwoordigd.
Het streven van de Nederlandse overheid voor 2005 is dat 75 procent van al het papier en karton wordt ingezameld.
Het overheidsbeleid in Nederland voor verpakkingen is gericht op preventie en op gescheiden inzameling van afval. Preventie betekent het voorkomen van het gebruik van papier en karton. De overheid wil dat zo min mogelijk verpakkingsmateriaal wordt gebruikt, dus ook zo min mogelijk papier- en kartonverpakkingen. Bedrijven spelen daarbij een grote rol. Zij kunnen bij het ontwerp van een product zo veel mogelijk rekening houden met de milieugevolgen van de afgedankte verpakking. In het Convenant Verpakkingen hebben rijk en bedrijfsleven afspraken gemaakt over preventie. Die hebben er onder meer toe geleid dat verpakkingen de afgelopen jaren lichter zijn geworden. Daardoor wordt minder papier en karton gebruikt.
Naast preventie stimuleert de overheid de gescheiden inzameling van papier en karton. Zodat het kan worden hergebruikt bij de productie van 'nieuw' papier en karton. De inzameling is een taak van gemeenten. Zij betalen en organiseren de inzameling. Dat is geregeld in provinciale milieuverordeningen. Gemeenten kunnen papier en karton huis-aan-huis ophalen, papierbakken plaatsen of de inzameling aan sportverenigingen en kerkelijke of maatschappelijke organisaties overdragen.
Gescheiden inzameling is een belangrijk onderdeel van het afvalbeleid. De overheid heeft daarom een Stimuleringsprogramma voor afvalscheiding en afvalpreventie van huishoudelijk afval (STAP). Ook papier en karton valt onder dit programma. STAP helpt gemeenten om met concrete projecten het huishoudelijk restafval en zwerfafval te verminderen en de afvalinzameling te verbeteren.
Gescheiden ingezameld papier en karton mag niet worden gestort op een vuilnisbelt. Dat is vastgelegd in het Besluit stortplaatsen en stortverboden afvalstoffen. Niet gescheiden papier en karton wordt verwerkt met het restafval. Papier en karton mag ook niet worden geëxporteerd als het in het buitenland naar een stortplaats wordt afgevoerd.
glasafval ·
gft-afval ·
klein chemisch afval ·
kunststofafval ·
elektronisch afval ·
papier- en kartonafval ·
textielafval ·
restafval